# Província d'Ardabil
La província d'Ardabil (persa: استان اردبیل, Ostān-e Ardabīl) ocupa 17.800 km² i el 2012 tenia 1,248,488. És una de les 31 províncies de l'Iran. És la regió 3 de l'Iran i fa frontera amb l'Azerbaidjan. La capital provincial és la ciutat d'Ardabil. Aquesta província va ser formada el 1993 a partir de l'Azerbaijan Oriental i la part nord de Gilan.
El seu clima és moderadament càlid a l'estiu i fred a l'hivern la més freda de l'Iran arribant fins a -25 °C.
Conté les muntanyes Sabalan. Gran part de la província està forestada.

## Història

Comtats de Ardabil

Les característiques naturals de la província d'Ardabil es mencionen a l'Avesta, segons el qual Zoroastre hauria nascut al riu Aras i va escriure el seu llibre a Sabalan.

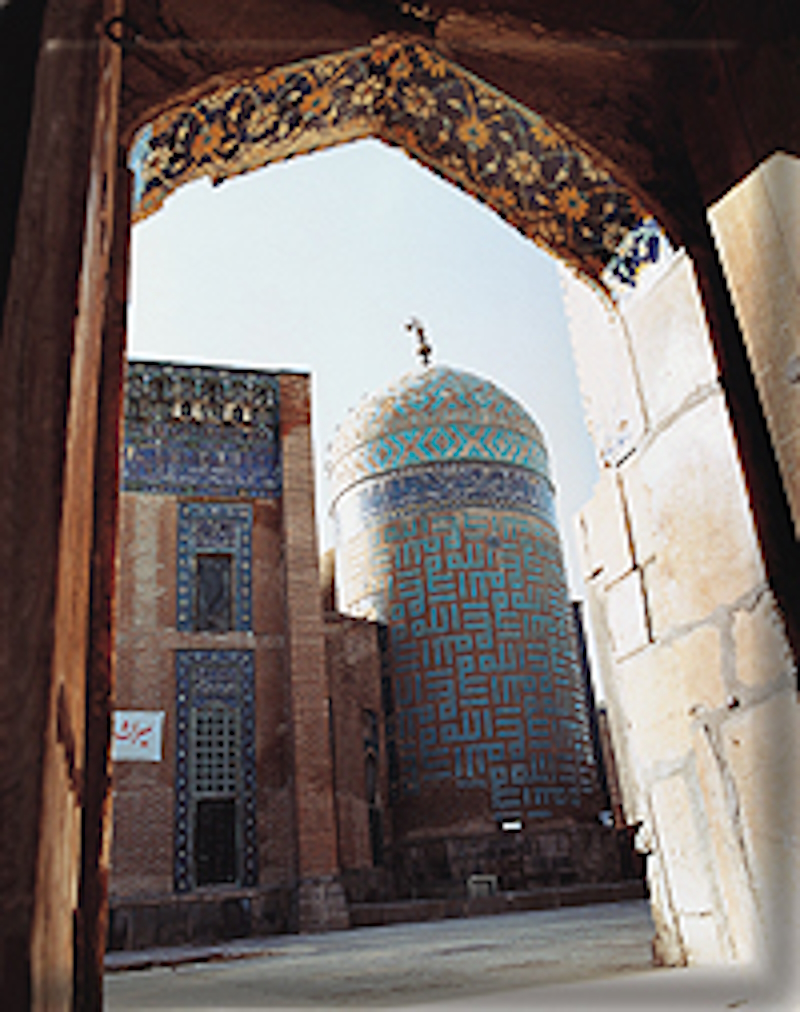
Tomba de Sheikh Safi

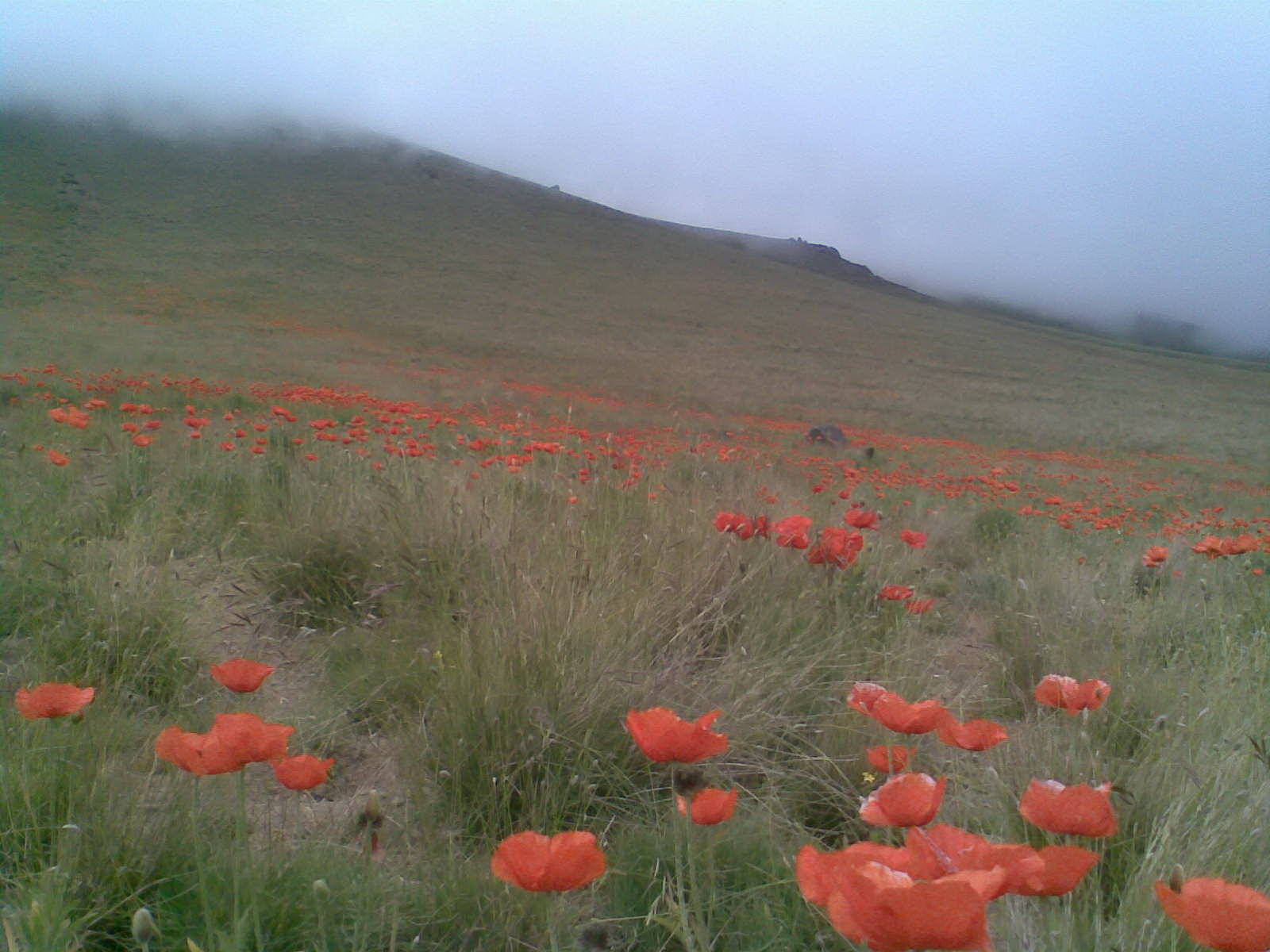
Alvars, Ardabil